# César Gaviria
César Augusto Gaviria Trujillo (Pereira, 31 de marzo de 1947) es un economista y político colombiano. Fue presidente de Colombia entre el 7 de agosto de 1990 y el 7 de agosto de 1994 y como secretario general de la Organización de los Estados Americanos de 1994 a 2004.Es miembro del Partido Liberal Colombiano.
Gaviria fue concejal y alcalde de Pereira, representante a la cámara por Risaralda, senador a finales de los años setenta y principios de los ochenta. Fue ministro de Hacienda y luego de Gobierno durante el gobierno de Virgilio Barco.

## Biografía

### Familia
César es el hijo mayor de Byron Gaviria Londoño y Mélida Trujillo Trujillo. Contrajo matrimonio con Ana Milena Muñoz, el 20 de junio de 1978, en Pereira. Tienen dos hijos: Simón Gaviria, quien fue director Nacional de Planeación, y María Paz Gaviria Muñoz, directora de ArtBo.
Su hermano, el arquitecto Juan Carlos Gaviria, fue secuestrado el 2 de abril de 1996, por un grupo denominado Jorge Eliécer Gaitán (JEGA). Tras la mediación del gobierno cubano fue dejado en libertad. El 27 de abril de 2006, la hermana de César Gaviria, Liliana Gaviria, fue asesinada por paramilitares. Carlos Mario Jiménez alias "Macaco", uno de los jefes de las Autodefensas Unidas de Colombia (AUC) más importantes, es señalado de estar detrás del crimen. Su hermano, Luis Fernando Gaviria Trujillo, es biólogo de la Pontificia Universidad Javeriana y actualmente rector de la Universidad Tecnológica de Pereira.
Fue suegro del exsenador por el partido conservador David Barguil, quien estuvo casado con su hija María Paz.
Gaviria estudió economía en la Universidad de los Andes.

### Trayectoria política
De regreso a su ciudad natal inició su carrera política y dirigió el diario La Tarde de Pereira. También es uno de los presidentes que le dieron nombre al "galanismo" después que
Luis Carlos Galán Sarmiento. En 1974, fue elegido miembro de la Cámara de Representantes de Colombia en representación de Risaralda, corporación de la cual llegó a ser presidente en 1983,  Fue jefe de Planeación en Risaralda; concejal de Pereira (1970-1974) y asistente del Departamento Nacional de Planeación (1970-1971); representante a la Cámara entre 1974 y 1986; alcalde de Pereira (1975-1976).
Durante el gobierno de Julio César Turbay (1978-1982), Gaviria ingresó a la política nacional como viceministro de Desarrollo Económico.

### Ministro de Hacienda (1986-1987)
En el gobierno de Virgilio Barco fue nombrado Ministro de Hacienda en 1986, cargo que desempeñó hasta 1987, cuando pasó a la cartera de Gobierno. Como ministro de Hacienda presentó dos importantes proyectos al Congreso: el de reforma Agraria y el de reforma Tributaria. Luego, como ministro de Gobierno presentó ante el Congreso el proyecto de Reforma Constitucional.

### Candidatura presidencial (1990)
Gaviria renunció al gabinete del presidente Virgilio Barco para asumir como Jefe de Debate del precandidato liberal Luis Carlos Galán Sarmiento. Cuando Galán fue asesinado el 18 de agosto de 1989, su hijo Juan Manuel Galán pidió a Gaviria continuar con las banderas del Nuevo Liberalismo, a pesar de que Gaviria, un liberal oficialista, se había involucrado al galanismo apenas unos meses atrás. 
El 11 de marzo de 1990, Gaviria logró una contundente victoria sobre Hernando Durán Dussán y Ernesto Samper (que finalizaron prácticamente empatados) gracias al sentimiento de dolor y rabia generado en la ciudadanía por el asesinato.
Al ganar la consulta interna del Partido Liberal ante rivales como Hernando Durán Dussán, Ernesto Samper y Alberto Santofimio Botero, Gaviria derrotó en la elección presidencial a los candidatos Álvaro Gómez Hurtado del Movimiento de Salvación Nacional, Antonio Navarro Wolff de la Alianza Democrática M-19 y Rodrigo Lloreda Caicedo del Partido Social Conservador. 
Fue una contienda electoral manchada por la violencia promovida por narcotraficantes, que cobró la vida, además de la de Galán, de los candidatos presidenciales de izquierda Carlos Pizarro Leongómez y Bernardo Jaramillo Ossa y en la que el propio Gaviria fue amenazado de muerte por Pablo Escobar Gaviria. Según algunas versiones, pudo ser objeto del atentado que el 27 de noviembre de 1989 derribó sobre Soacha, Cundinamarca, el vuelo 203 de Avianca, causando la muerte de sus 107 ocupantes, pues estaba previsto que también él tomase ese vuelo y solo a última hora canceló el viaje. Anecdóticamente a causa del hecho algunos analistas le han dado el sobrenombre del "guaquero" puesto que encontró la presidencia en un entierro.
Los resultados de la elección presidencial fueron:
- César Gaviria Trujillo - Partido Liberal Colombiano: 2,891.808 votos.
- Álvaro Gómez Hurtado - Movimiento de Salvación Nacional: 1,433.913 votos.
- Antonio Navarro Wolff - Alianza Democrática M-19: 754.740 votos.
- Rodrigo Lloreda Caicedo - Partido Conservador Colombiano: 735.374

### Presidencia de Colombia (1990-1994)
El gobierno de César Gaviria inició el 7 de agosto de 1990 y finalizó el 7 de agosto de 1994, su predecesor fue el gobierno de Virgilio Barco Vargas y su sucesor fue el gobierno de Ernesto Samper.

#### Asamblea Nacional Constituyente (1990-1991)
Las elecciones para los delegatarios a la Asamblea Constituyente fueron el 9 de diciembre de 1990. La Asamblea Nacional Constituyente, reunida el 4 de julio de 1991, a menos de un año de que Gaviria cumpliera su primer año como presidente, logró la redacción de la nueva Constitución Política de Colombia, que incluyó mecanismos nuevos para la protección de los derechos humanos, como la Defensoría del Pueblo y la Acción de Tutela, dentro de un conjunto de reformas que abrían espacios a formas de participación democrática, además de la reforma de la justicia, los estados de excepción, el artículo 8 Transitorio, y el estatus de las fuerzas armadas. Durante las sesiones, el gobierno estuvo representado por el ministro de Gobierno de Gaviria, Humberto de la Calle.

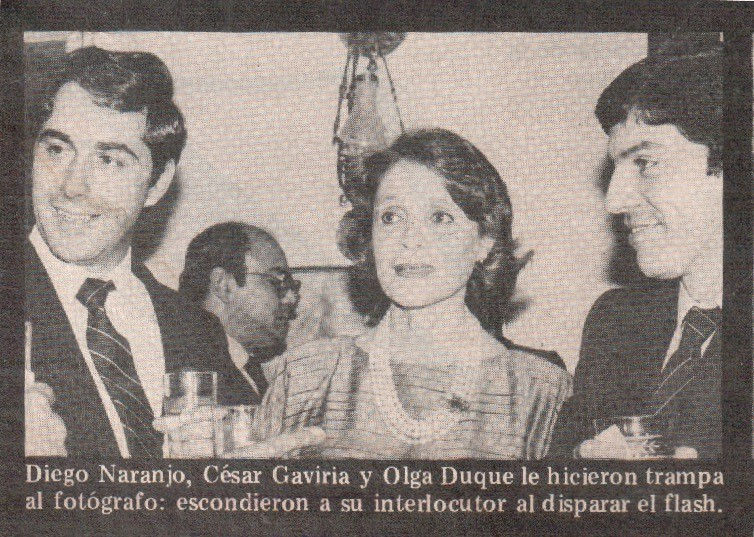
Gaviria al lado de Olga Duque de Ospina

La Constitución reformó la Rama Judicial, dándole potestad al presidente para nombrar al fiscal general de la Nación (art. 249), al representante de la Sala Jurisdiccional del Consejo Superior de la Judicatura (art. 256) y al de la Corte Constitucional (art. 239). La constitución adoptó el sistema acusatorio para sustituir el sistema inquisitivo, otorgando poderes a la figura del fiscal general. Se cambiaron las normas de los Estados de Excepción (art. 212-215) y la Ley Estatutaria (Ley 137 de 1994) y el "Estado de Conmoción Interior".

#### Política educativa

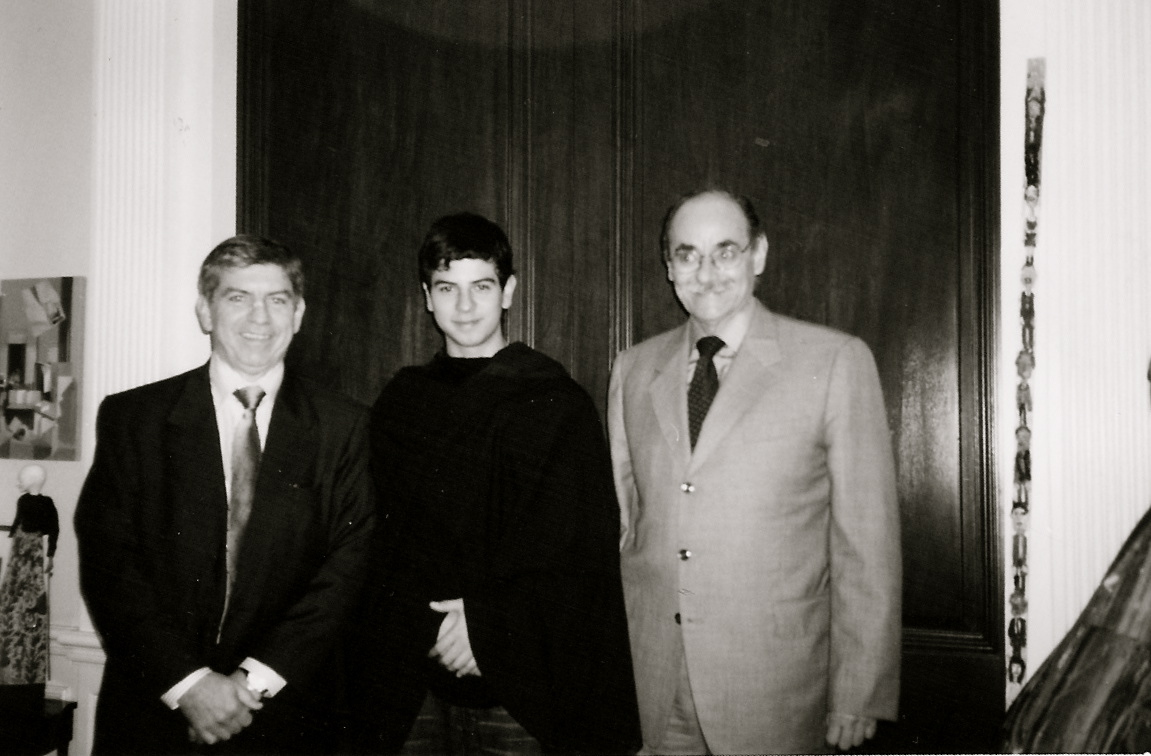
César Gaviria y Horacio Serpa.

Carlos Holmes Trujillo fue nombrado como ministro de Educación de Colombia por el entonces presidente César Gaviria para el periodo 1992 y 1994. Trujillo García fue impulsor del Plan de Apertura Educativa (PAE), con el fin de crear, antes de finalizar el cuatrienio, nuevos cupos escolares para secundaria ante la necesidad de ampliar la cobertura educativa. Ello, buscaba garantizar el acceso de todos los niños a la primaria, que la cobertura de educación secundaria creciera un 25% y la extensión el año preescolar de manera gradual a todos los niños.
Para la Educación Superior, Trujillo García defendió un régimen especial para las universidades públicas, que buscaba fomentar la investigación y establecer los mecanismos financieros para asegurar el ingreso de todas las personas a la educación superior. Además de esto se incorporó del componente tecnológico en el currículo académico con el fin de que el estudiante escolar dominara la informática, la electrónica, la electricidad, la mecánica, los nuevos materiales y la biotecnología.
Durante su gestión se dieron grandes avances en la creación de la Ley General de Educación ya que se promovieron debates con diversos estamentos educativos, científicos y culturales para buscar nuevos criterios que sirvan de base para regir la educación en Colombia. Así mismo, se realizó por primera vez el censo de maestros y funcionarios del sector educativo estableciendo el número de maestros, preparación y ubicación geográfica. El censo fue realizado como un instrumento para a modernizar el sector e ir cerrando los puntos de conflicto con el magisterio ya que permitía disponer de la hoja de vida para cada maestro y funcionario educativo de tal manera que se pudiera suministrar la información necesaria sobre la distribución de personal en las distintas regiones.
Como ministro Trujillo García ejecutó el Plan para dotar de textos, bibliotecas, pupitres y nuevas aulas, a las instituciones públicas del país. Con el Plan de Universalización de la Educación Básica Primaria habría 600.000 nuevos cupos y 9.500 escuelas más. Cuatro millones de estudiantes fueron los beneficiados con textos gratuitos y de nuevos pupitres y bibliotecas, que se distribuyeron en 38.500 planteles. También se repararon aulas escolares y se estableció un apoyo financiero para la contratación y permanencia de los docentes en el área rural y zonas de difícil acceso y financiamiento de investigaciones educativas. 
Dentro del Plan se incluyó destinar 190 millones de pesos para la elaboración de 80.000 cartillas para la enseñanza de la Constitución Nacional y un libro sobre el Quinto Centenario. Durante su ministerio, se inició la creación del año cero en las escuelas públicas del país. Para que los niños entre los cinco y siete años tuviesen un año para prepararse a la vida escolar, que vendría a concentrar el pre kínder y el kínder. Trujillo García consideró impulsar en los maestros, incluso en los de provincia, los cinco años de carrera universitaria, con el fin de desarrollar el mandato de profesionalización y dignificación de la actividad docente, para mejorar la calidad de la educación.
Así mismo, los rectores universitarios resaltaron la creación del sistema de acreditación y el de información, en donde las instituciones deben presentar exámenes para garantizar que cumplen los requisitos de calidad y que realizan sus propósitos y objetivos. Holmes buscó la concertación con los sectores religiosos al prevalecer la educación religiosa en los colegios y las instituciones privadas. En su momento Fecode resaltó el compromiso del ministro Carlos Trujillo de reubicar a 700 educadores amenazados, así como convertir a los maestros de hora cátedra, pagados por la Nación, en maestros de tiempo completo.
Promovió el desmonte del cobro del IVA a más de doce mil establecimientos de educación no formal, se trata de institutos y centros de enseñanza que no expiden diplomas, pero capacitan a la gente en muchos oficios, como floristería, carpintería, mecánica, electrónica, y demás; Trujillo García junto con el ministro de Hacienda, Rudolf Hommes, llegaron a un acuerdo para expedir un nuevo decreto reglamentario de la Ley 6 de este 1992, sobre reforma tributaria, en el que se precise que ningún tipo de servicio educativo será gravado con el IVA.

#### Política económica

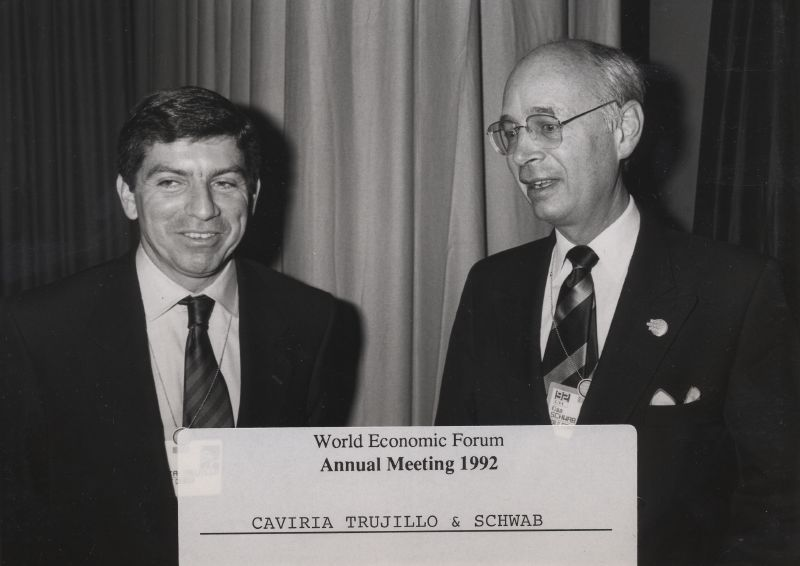
Gaviria Trujillo y Klaus Schwab en el Foro Económico Anual de 1992.

En materia económica, el gobierno de Gaviria es recordado por la "Apertura Económica" más liberal liderada por su ministro de Hacienda Rudolf Hommes. Si bien la apertura comenzó gradualmente en el gobierno predecesor, desde los inicios de su gobierno Gaviria aumentó el ritmo de la apertura, con resultados que dieron un vuelco a la historia económica del país; sin embargo, la apertura llevó a la quiebra a algunas pequeñas, medianas y grandes industrias colombianas, al ser incapaces de competir con empresas extranjeras, aunque otras muchas empresas privadas, tanto nacionales como extranjeras, se beneficiaron positivamente, sobre todo las grandes industrias. Asimismo, las empresas públicas vieron en este período un incremento substancial en tamaño e ingresos.
Uno de sus cambios más notables fue el aumento del IVA del 10% al 12% y los bienes de lujo al 45%, siguiendo los pasos de su predecesor Belisario Betancur quien había extendido este impuesto que desde 1963 únicamente se cobraba a manufactura e importaciones ampliando su cobertura ahora al consumidor y minoristas, acercando el impuesto ahora a uno tipo de consumo.
El operativo de privatización de cinco puertos de Colombia causó un gigantesco fraude. Detrás de los testaferros que se lanzan al jugoso negocio, se halla los dirigentes de los dos partidos políticos (el Liberal y el Conservador), responsables políticos como Luis Eduardo Vidas Lacouture o Dávila, las poderosas familias de la costa Caribe (como la de Francisco Villas Cos),  las personas cercanas del poder y las que le deben favores al Presidente.
Una de las acciones más controvertidas de su Gobierno, junto con Rudolf Hommes y María Mercedes Cuellar de Martínez, fue la de haber ligado la variación del UPAC (Unidad de Poder Adquisitivo Constante) a la tasa de interés comercial -antes estaba ligado a la inflación lo que protegía a bancos, deudores y ahorradores-, que hizo impagables las cuotas de los inmuebles financiados por este sistema y llevó a que cerca de un millón de familias (cerca de 5 millones de personas) se vieran afectadas y cerca de 300 mil perdieran sus viviendas, según Anupac, hasta cuando la corte constitucional declaró la medida inconstitucional y se dio paso a la creación de las UVR Unidad de Valor Real, muy similar al UPAC original, en el gobierno de Andrés Pastrana. Previendo el gobierno la cantidad de demandas de reposición de los dineros cobrados de más, se creó transitoriamente el impuesto a las operaciones financieras, este impuesto se incrementó y continúa aún 23 años después y el dinero no se le devolvió a quienes perdieron sus ahorros y sus viviendas, con algunas excepciones.

#### Seguridad y Conflicto armado interno

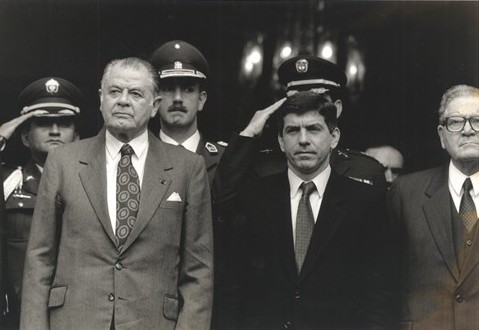
Gaviria junto al presidente de Chile, Patricio Aylwin, 1992.

Durante su gobierno se llevaron a cabo varias negociaciones con grupos armados y se desmovilizaron el Ejército Popular de Liberación (EPL), así como una fracción del Ejército de Liberación Nacional. (ELN), el Movimiento Indígena Armado Quintín Lame y el PRT hechos que contrastan con la suspensión de los diálogos con las FARC-EP (Fuerzas Armadas Revolucionarias de Colombia). En diciembre de 1990 Gaviria, por medio de su ministro de Defensa Rafael Pardo ordenó la toma de Casa Verde contra las FARC-EP, municipio de La Uribe y continuó a la guerra frontal. El presidente Gaviria descartó la posibilidad de mediación internacional en el conflicto armado colombiano aunque si hubo verificación internacional en los procesos de desmovilización y desarme en el proceso con el EPL, el Movimiento Armado Quintín Lame y la CRS.
Entre los problemas que Gaviria tuvo que enfrentar estuvo el recrudecimiento del narcoterrorismo de Pablo Escobar, Gonzalo Rodríguez Gacha y los demás integrantes del grupo "Los Extraditables", que culminó con la muerte de Rodríguez Gacha -antes de su asunción como presidente- en enfrentamientos con el ejército y el sometimiento a la justicia de Escobar junto con otros miembros del Cartel de Medellín. Tres semanas después de su posesión como presidente de Colombia, Pablo Escobar secuestró a Diana Turbay junto con cinco periodistas más y luego fueron secuestrados Francisco Santos, Maruja Pachón, Beatriz Villamizar y Marina Montoya. 
Estos secuestros fueron diseñados para que el presidente anulara el tratado de extradición además de otros beneficios para los narcotraficantes, logrando entonces que el presidente Gaviria lanzara la política de sometimiento a la justicia, que ofreció rebajas de penas y trato preferencial a quienes abandonaran el narcotráfico y se entregaran a las autoridades judiciales, a cambio de no extraditarlos a los Estados Unidos. Como esa política era de difícil aceptación por parte de Estados Unidos, Gaviria aprovechó la presencia de Colombia en el Consejo de Seguridad de las Naciones Unidas y negoció el voto favorable del país a la primera guerra contra Irak en 1991, ordenada por el presidente George Bush, a cambio de la aceptación de Estados Unidos a la política de sometimiento a la justicia y la no extradición.

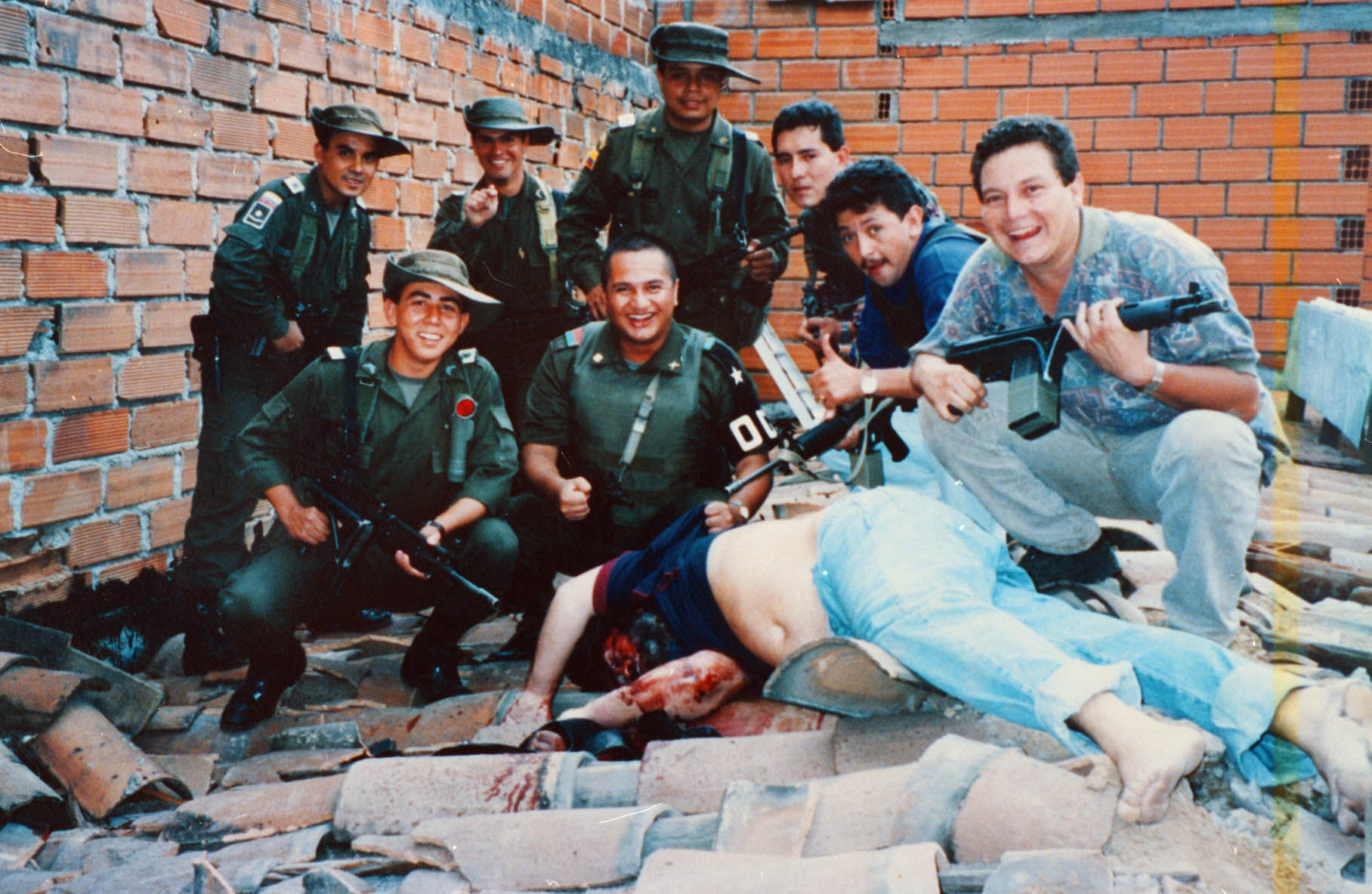
Bloque de Búsqueda posando junto al cadáver de Escobar, 2 de diciembre de 1993.

Se adecuó para su reclusión la finca La Catedral que Escobar mismo había construido acorde a sus necesidades. Hubo crecientes acusaciones de que Escobar continuaba delinquiendo desde dicha prisión llena de lujos, lo cual llevó a que se ordenara el traslado del capo narcotraficante a una prisión militar. Esto originó la huida de Escobar y alguno de sus acompañantes de La Catedral. En esos momentos comenzó una búsqueda en medio de un recrudecimiento de la violencia cuando varios de los antiguos aliados de Escobar fundaron la organización Los PEPES (Perseguidos por Pablo Escobar), una organización ilegal que colaboró con el Bloque de Búsqueda, una unión de varios organismos de las fuerzas del orden de Colombia. Finalmente, en 1993, Escobar fue localizado por medio de la inteligencia electrónica y abatido durante el operativo de su captura. Durante su gestión se crearon las cooperativas de seguridad privada, llamadas las CONVIVIR.
Las cifras de víctimas del conflicto armado en Colombia subieron en comparación con los años anteriores al periodo del presidente Gaviria. El sicariato, las autodefensas y el paramilitarismo se desarrollaron para contrarrestar la avanzada de las guerrillas, alimentadas por mafias del narcotráfico que venían haciendo alianzas desde mediados de los años 80.

#### Crisis energética
Otros problemas surgidos durante su mandato incluyen la baja en las reservas de agua que, agravadas por un Fenómeno del Niño y la nula atención de la infraestructura energética del país, condujeron a una reducción en la producción de energía hidroeléctrica que se contrarrestó con una serie de apagones programados que duraron más de un año entre 1992 y 1993. Como medida para contrarrestar el apagón, el gobierno decretó el adelanto de la hora oficial colombiana, la cual pasó de UTC −5 a UTC −4 (coincidente con la hora de Venezuela de ese entonces) la medianoche del 2 de mayo de 1992. Gaviria pretendió continuar con esta hora adelantada, conocida informalmente como la Hora Gaviria, pero la oposición de varios sectores llevó al reintegro del huso horario tradicional 9 meses después.

### Secretario de la Organización de los Estados Americanos (OEA) (1994-2004)

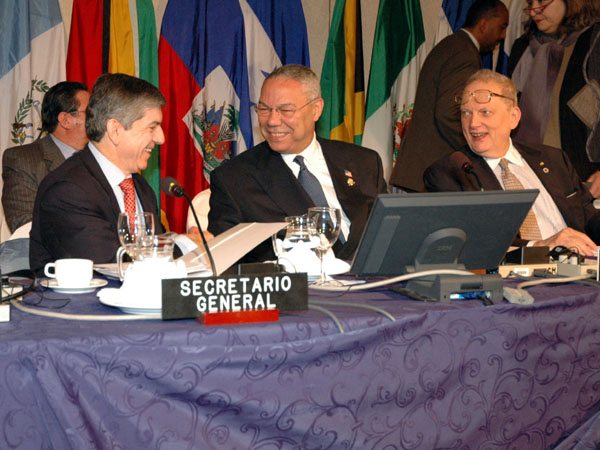
Secretario General de la OEA.

En 1994, Gaviria fue designado secretario general de la OEA el máximo cargo de la organización. Su período como secretario inició al término de su período presidencial en agosto de 1994, y fue reelegido en la Secretaría de la OEA en 1999. Terminó su mandato en 2004.
Su gestión al frente de la OEA se caracterizó por la adopción de la Carta Democrática, consolidación y fomento de la misma, se le recuerda por el trabajo de mediación en conflictos electorales, entre los que se destacó la arbitraje entre noviembre de 2002 y mayo de 2003 de la crisis venezolana entre el presidente Hugo Chávez y la oposición durante el Paro petrolero.

### Dirección del Partido Liberal
Gaviria regresó a Colombia a principios de 2005, reintegrándose a la política activa. En junio de 2005, durante el Segundo Congreso Nacional Liberal, Gaviria fue proclamado Director Nacional del Partido Liberal Colombiano bajo la premisa de promover la reunificación del partido como una alternativa viable de poder frente a las elecciones presidenciales de 2006. Gracias a su jefatura regresaron destacados líderes como Rafael Pardo y Andrés González Díaz.[cita requerida]
Gaviria se ha dedicado a reorganizar su Partido,[cita requerida] el cual fue desmantelado de sus grandes nombres por el expresidente de Colombia Álvaro Uribe Vélez, quien según Gaviria, se dedicó a acabar con el Partido llevándose a sus más destacados dirigentes, pero el expresidente ha tenido que enfrentar una significativa oposición al interior de la colectividad debido a que su proyecto es el de llevar al centro de la palestra política al liberalismo,[cita requerida] mientras un sector reclama que se mantenga la orientación socialdemócrata y de centro-izquierda.[cita requerida]
En el Tercer Congreso Nacional Liberal, en abril de 2007, Gaviria fue ungido nuevamente como Director Nacional, si bien esta vez no fue por aclamación, obtuvo poco más del 70% de los votos, una gran mayoría. En el proceso de otorgamiento de avales para las elecciones de octubre de 2007, el expresidente implementó la elección por consulta popular de los candidatos lo que dio mayor transparencia al proceso de selección. El partido liberal ganó terreno político en las elecciones regionales de 2007, al adquirir el mayor número de gobernadores, alcaldes, diputados, concejales, retomando algunas mayorías perdidas por los anteriores líderes del partido.
Su hijo, Simón Gaviria, dirigió el Partido Liberal entre 2011 y 2014 y luego fue director nacional de planeación en el gobierno de Juan Manuel Santos entre 2014 y 2017. César Gaviria asumió entonces la dirección del partido. Apoyó la candidatura de Iván Duque para las elecciones presidenciales de 2018, que ganó; y para el 2022 apoya a Federico Gutiérrez a la Presidencia y a Rodrigo Lara a la Vicepresidencia de Colombia.
En octubre de 2021, su nombre fue mencionado en los Pandora Papers como propietario de una empresa ubicada en Panamá, país considerado paraíso fiscal, a través de la cual adquiría empresas colombianas.

## Homenajes

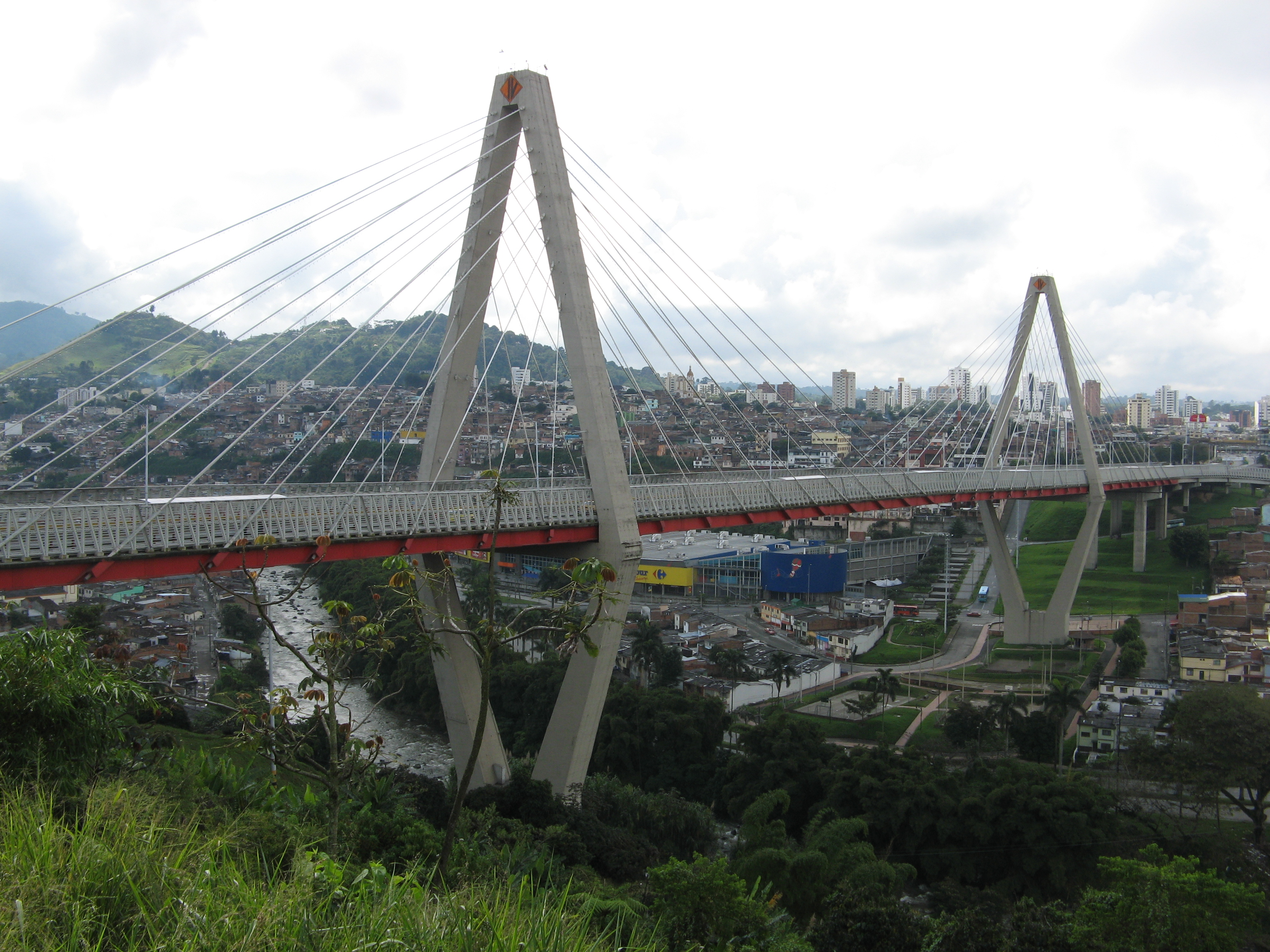
Viaducto César Gaviria, Pereira.

Gaviria es uno de los pocos políticos colombianos vivos que han dado nombre a monumentos y construcciones en el país, aunque en su gobierno quedaron obras inconclusas.
En su caso le da nombre a una obra vial construida en Risaralda, y que comunica a Pereira con Dosquebradas: El Viaducto César Gaviria Trujillo. La obra fue inaugurada en 1997 por su sucesor, Ernesto Samper, y se mantiene en pie hasta la fecha, pese a que en 1999 sufrió deterioro a raíz del terremoto de Armenia.
En su natal Pereira también se erigió el Teatro César Gaviria Trujillo, donde se presentan obras teatrales y musicales.
En el 2011 la Superintendencia de Industria y Comercio de Colombia (SIC) le otorgó la Orden del Mérito Hernando Agudelo Villa, por los aportes que realizó en su presidencia a la competencia empresarial de Colombia. Ese mismo año el Partido Liberal realizó un evento en honor a Gaviria, por la conmemoración de los 20 años de la sanción de la Constitución de 1991, durante su presidencia.

### Reconocimientos
- W. Averell Harriman Democracy Award, (2002)[18]
- National Democratic Institute (NDI) Democracy Award (2002)
- The Washington Times International Courage in Leadership Award (2002)